# عن الحرب (كتاب)

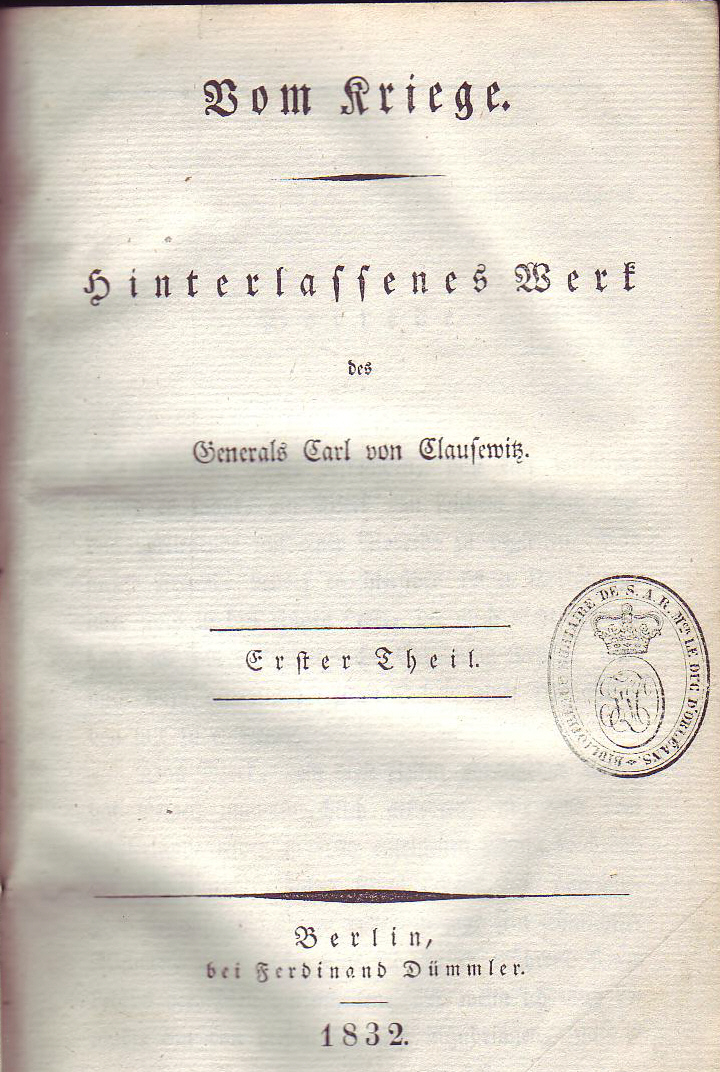
صفحة العنوان في الطبعة الأصلية الألمانية من الكتاب التي نُشرت عام 1832

عن الحرب (بالإنجليزية: On War) و (بالألمانية: Vom Kriege) هو كتاب عن الحرب والتخطيط العسكري كتبه القائد البروسي كارل فون كلاوزفيتز (1780-1831)، حيث كُتب معظمه بعد الحروب النابليونية بين عامي 1816 و 1830، ونشرته زوجته ماري فون برول بعد وفاته عام 1832، وقد تُرجم إلى الإنجليزية عدة مرات تحت عنوان «On War - عن الحرب». إن كتاب «عن الحرب» هو في الحقيقة عمل غير مكتمل، فقد شرع كلاوزفيتز في مراجعة مخطوطاته المتراكمة عام 1827، ولكن الموت داهمه قبل أن ينهي مهمته، فحررت زوجته أعماله المُجمعة ونشرتها بين عامي 1832 و1835. 
إن أعمال كلاوزفيتز المُجمعة في عشر مجلدات تضم أكبر كتاباته التاريخية والنظرية، ولكنها لا تضم مقالاته وأوراقه الأقصر أو مراسلته الشاملة مع القادة المهمين في مجالات السياسة والعسكرية والفكر والثقافة في الدولة البروسية. ويتألف كتاب «عن الحرب» من المجلدات الثلاثة الأولى، ويُمثل استكشافاته النظرية، وهو واحد من أهم الدراسات المتعلقة بتحليل العسكرية السياسية والتخطيط الإستراتيجي التي كُتبت في تاريخ البشرية، ولا يزال مثيرًا للجدل وفي الوقت نفسه ذو تأثير على التفكير الإستراتيجي.

## التاريخ
كان كلاوزفيتز من المفتونين بالطريقة التي غير بها قادة الثورة الفرنسية -وخاصة نابليون- إدارة الحرب من خلال قدرتهم على تحريك الجماهير والحصول على كامل موارد الدولة، ومن ثم إطلاق العنان للحرب على مستوى أكبر مما عُرف من قبل في أوروبا، وقد كان كلاوزفيتز يحظى بتعليم جيد ويولي اهتمامات قوية للفن والتاريخ والعلوم والتعليم، وكان جنديًا محترفًا قضى جزءًا كبيرًا من حياته يحارب نابليون، ولقد وضع التبصر الذي اكتسبه من تجاربه السياسية والعسكرية - بالإضافة إلى فهم قوي للتاريخ الأوروبي - الأساس الذي يقوم عليه الكتاب.

## الملخص

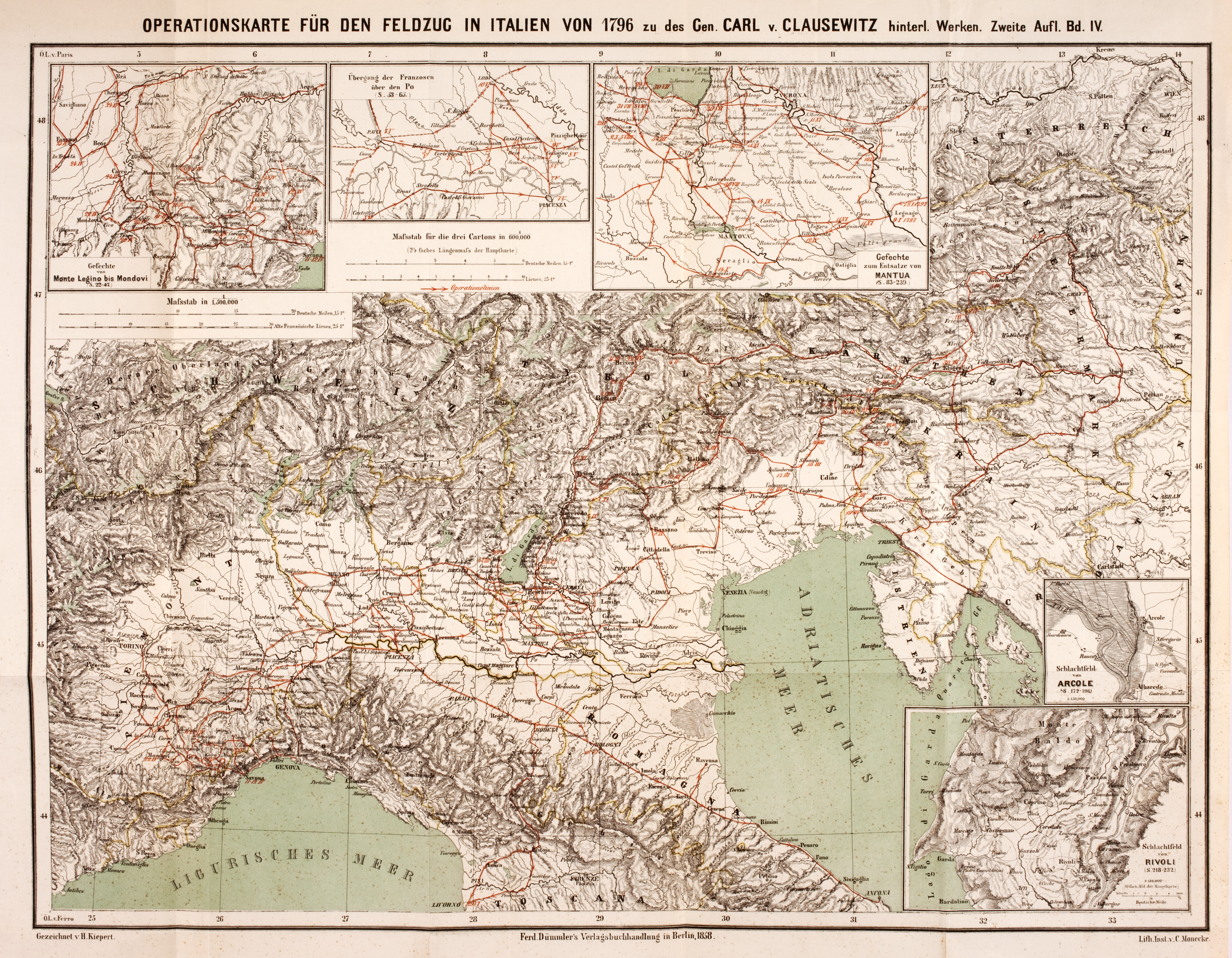
خريطة العمليات لبعثة نابليون العسكرية إلى إيطاليا عام 1796، وتعود هذه الخريطة إلى كلا عام 1857

يضم الكتاب بين دفتيه ثروة من الأمثلة التاريخية المُستخدمة في توضيح مفاهيمه المُختلفة. قرر فريدريك الثاني حاكم بروسيا (العظيم) على نحو واضح استخدام القوات المحدودة التي تحت تصرفه استخدامًا فعالًا، رغم أن نابليون ربما كان هو الشخصية المركزية.

### مفاهيم
- قائمة منظرون عسكريون

### كتب
- إستراتيجية عسكرية
- فن الحرب

## قائمة المراجع
- Bassford, Christopher, 1994. Clausewitz in English: The Reception of Clausewitz in Britain and America. Oxford University Press.
- برنارد برودي، 1976. A guide to the reading of "On War." Princeton University Press.

## وصلات خارجية
- Mind Map of On War
- The Clausewitz Homepage